# Chùa Cây Mai

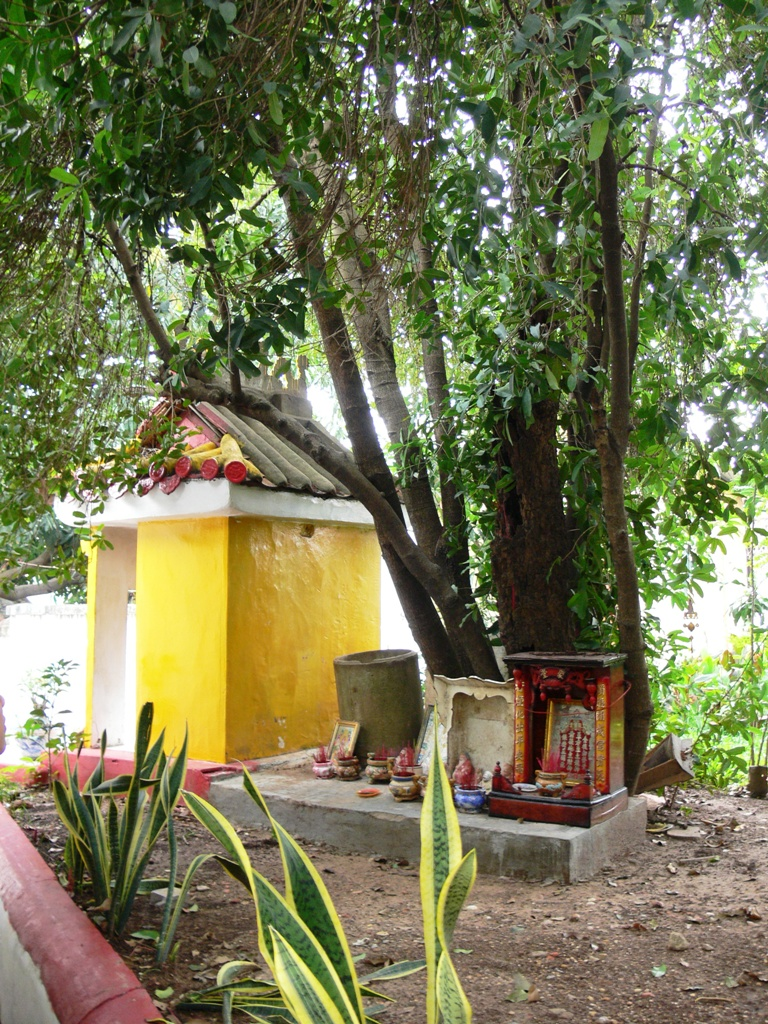
Nam mai trên gò Mai hiện nay.

Chùa Cây Mai còn có tên là Mai Sơn tự (chùa núi Mai) hay Mai Khâu tự (chùa gò Mai), tọa lạc trên gò Mai, thuộc Gia Định xưa.
Trong thời Pháp thuộc, ngôi chùa đã bị tháo gỡ, chỉ còn lại gò Mai gần như phẳng lì, nằm ở góc đường Hồng Bàng - Nguyễn Thị Nhỏ thuộc phường 16, Quận 11, Thành phố Hồ Chí Minh.

## Tên gọi, vị trí

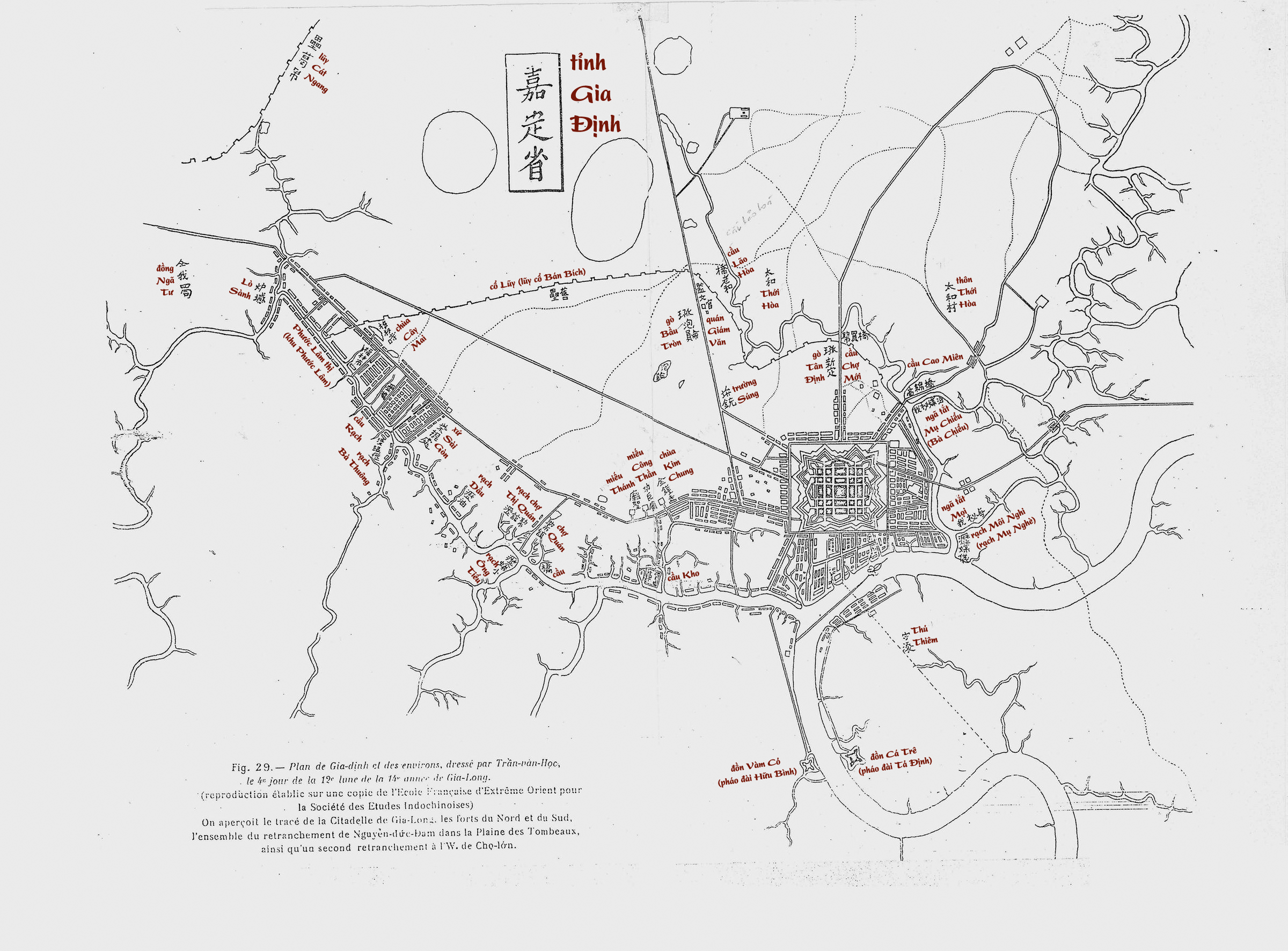
Bản đồ tỉnh Gia Định năm 1815 do Trần Văn Học vẽ (có chú thích các địa danh) thể hiện vị trí của chùa Cây Mai

Tên chùa Cây Mai được đặt theo tên một loài nam mai hay còn gọi là bạch mai, mai mù u , tên khoa học là Ochrocarpos siamensis giống odoratissimus, thuộc họ Măng cụt (Guttiferae, nay họ này được gọi là Clusiaceae).
Theo Đại Nam nhất thống chí, chùa nằm ở địa phận thôn Phú Giáo, huyện Tân Long (phủ Tân Bình, tỉnh Gia Định), nơi gò cao có bảy cây mai, bóng ngả lơ thơ, mùi hương phảng phất, rất thích ý cho những kẻ tầm phương du lãm. Người xưa đã lập chùa Ân Tôn (hay Ân Tông) trên đỉnh gò.
Trịnh Hoài Đức (1765-1825), một trong Gia Định tam gia, đã mô tả cảnh chùa như sau:
Cách trấn mười ba dặm rưỡi về phía Nam, gò đất nổi cao, có nhiều nam mai, thân già cỗi, nhưng khi hoa nở không có tuyết, chỉ có lá che chở hương thơm mà thôi. Hoa bẩm linh khí sinh ra nên không đem trồng nơi khác được. Trên gò có chùa Ân Tông, đêm tụng kinh, tối đánh chuông lớn, thanh âm vang rền trong mây khói, giống như thế giới núi Thứu Lĩnh, suối trong chảy quanh chân gò, chiều mát các cô gái chống thuyền hái sen. Gặp lúc trời tốt tiết đẹp, văn nhân thi sĩ mang bầu rượu theo từng bực đi lên đầu gò ngâm vịnh dưới hoa, câu thơ phảng phất mùi hương, thật là một thắng cảnh cho khách du lãm.
Gò này xưa là chùa tháp của Cao Miên, nền móng còn nhận rõ. Năm Bính Tý, Gia Long thứ 15 (1816), có nhà sư nhân sửa chùa đào được nhiều tấm ngói gạch lớn và hai tấm vàng lá hình vuông mỗi cạnh một tấc, mỗi tấm nặng ba đồng cân, trên mặt có chạm hình phật xưa cưỡi voi, có lẽ đây là vật trấn tháp của nhà sư Miên chăng? 
Thời Pháp thuộc, Trương Vĩnh Ký (1837-1898) còn cho biết thêm: 
...Xưa là chùa Cao Miên, chung quanh toàn hồ ao dùng làm nơi đua thuyền kính Phật. Chùa được người Nam tôn tạo lại. Dưới thời vua Minh Mạng, khi Nguyễn Tri Phương (1800-1893) cùng vô Nam với Phan Thanh Giản (1796-1867), ông đã cho xây thêm một nhà chòi có lầu (Phương đình).".

## Lịch sử
Chùa Cây Mai được xây dựng năm nào không rõ, nhưng căn cứ vào câu "Năm Bính Tý, Gia Long thứ 15 (1816), có nhà sư nhân sửa chùa đào được nhiều tấm ngói gạch lớn:...của Trịnh Hoài Đức, thì vào năm ấy chùa đã được tôn tạo lại. Theo Nguyễn Hiền Đức thì rất có thể đến đời vua Thiệu Trị (1841-1847), chùa Ân Tông phải đổi lại là chùa Mai Sơn vì "kỵ húy" (tên vua là "Nguyễn Phúc Miên Tông").
Trước khi quân Pháp đến uy hiếp Đà Nẵng vào năm Mậu Ngọ (1858), chùa Cây Mai và gò Mai là nơi tụ hội để sáng tác, thưởng thức và phổ biến văn chương của nhiều thi nhân, trong đó có các cây bút của Thi xã Bạch Mai, như: Phan Văn Trị, Bùi Hữu Nghĩa, Nguyễn Thông, Trần Thiện Chánh, Tôn Thọ Tường, Hồ Huân Nghiệp và Trương Hảo Hiệp ...
Đến năm 1859, quân Pháp chuyển hướng đánh thành Gia Định. Quân nhà Nguyễn từ Định Tường, Vĩnh Long được lệnh kéo lên chi viện, tập trung ở quanh chùa Cây Mai. Quân Pháp tiến đánh, quân Việt thua trận phải rút chạy về Định Tường.

Bốn ngôi chùa bị quân Pháp chiếm làm đồn (màu vàng) nhằm tạo thành "chiến tuyến các ngôi chùa" (lignes des pagodes) để chuẩn bị tấn công Đại đồn Chí Hòa (màu cam) của quân Việt vào tháng 2 năm 1861.

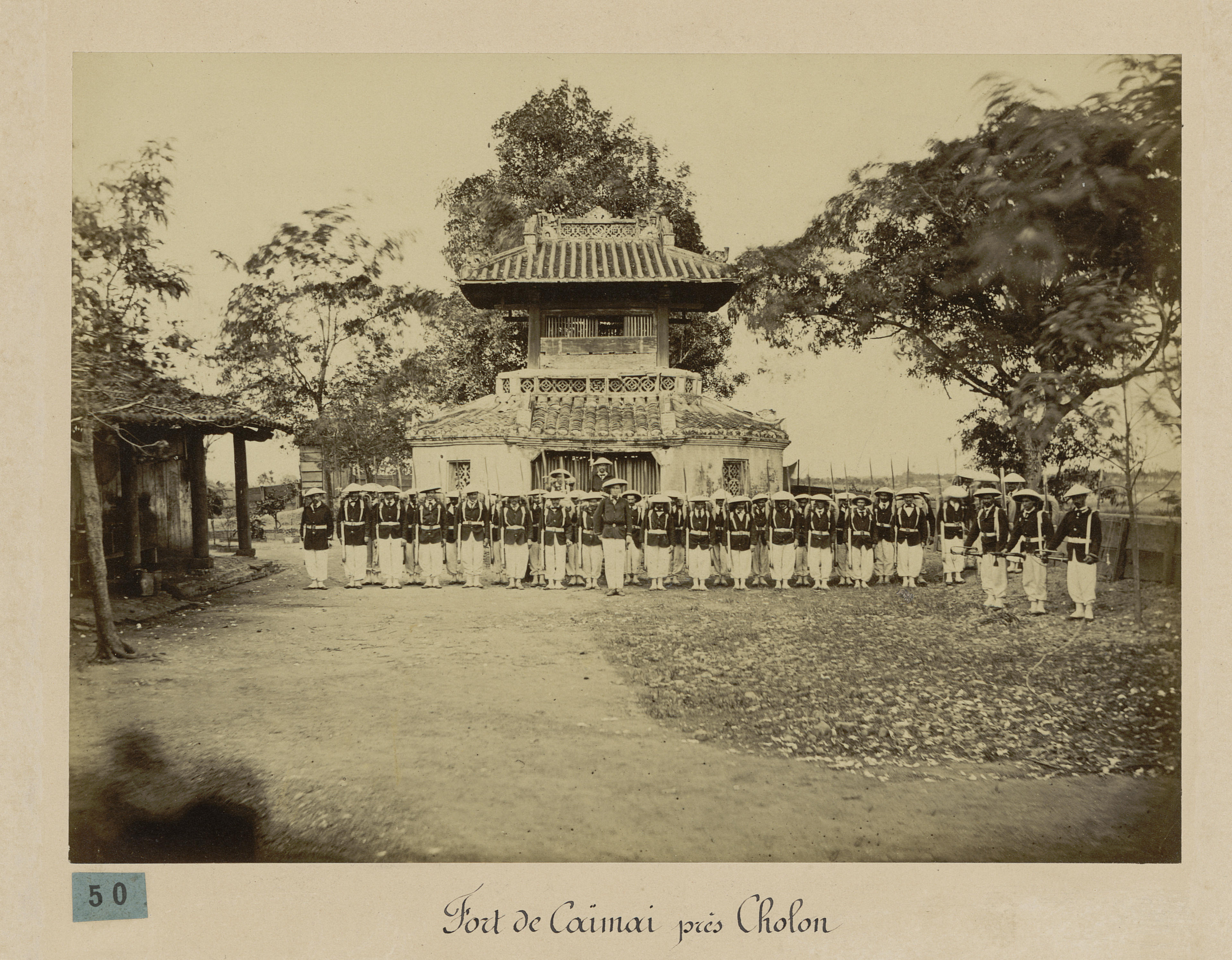
Đồn Cây Mai vào khoảng thập niên 1870

Vào tháng 7 năm 1860, Chuẩn đô đốc Page, người thay thế Phó đô đốc Rigault de Genouilly, đã cho quân chiếm đóng một số đền chùa để lập đồn bót, gọi là Phòng tuyến các chùa (ligue des Pagodes) trải dài từ Thị Nghè đến Phú Lâm, gồm chùa Khải Tường (Pagode Barbé), đền Hiển Trung (Pagode des Mares), chùa Kiểng Phước (pagode des Clochetons) và chùa Cây Mai (Pagode de Caï-maï)...để làm những cứ điểm xuất phát đánh lên Đại đồn Chí Hòa do tướng Nguyễn Tri Phương trấn giữ.
Ngoài vai trò trên, quân Pháp còn cố chiếm giữ chùa Cây Mai để bảo vệ nơi tồn trữ lúa gạo lớn nhất nước Việt lúc bấy giờ. Viên Trung úy Hải quân người Pháp là Léopold Pallu sau này đã cho biết rằng: 
"Kể từ tháng 6 năm 1860, quan quân An Nam có ý cô lập người Pháp với thành phố Tàu (Chợ Lớn), nơi tồn trữ gạo mà người Pháp đem xuất đi từ cảng Sài Gòn. Dựa vào một lực lượng khá mạnh, địch quân (quân Việt) khoét ra ở góc phía Bắc thành Kỳ Hòa một cửa hầm đôi vào đào một đường hố dài chia cắt đồn Cây Mai với thành phố Tàu, mục đích cô lập ta, buộc ta phải bỏ đồn (Cây Mai). Mấu chốc của tình thế là phải giữ vị trí này để không mất thị trường Tàu...Việc sửa sang chùa để làm nơi phòng thủ bắt đầu ngay tức thời"...
Nhắc lại giai đoạn này, Nguyễn Hiền Đức kể: 
Từ khi quân Pháp chiếm chùa Cây Mai làm đồn lính, nghĩa quân Việt bí mật đóng tiền đồn ở chùa Phụng Sơn (chùa Gò) để quan sát việc điều động binh của Pháp ở đồn Cây Mai...
Đồn Cây Mai đã từng là chiến địa của nghĩa quân Việt và quân Pháp xâm lăng. Nơi đây có thể còn là nơi bắt giam giữ và điều tra những nghĩa quân kháng chiến Việt Nam bị Pháp bắt...Tương truyền, từ khi chùa Cây Mai bị triệt bỏ làm đồn, các vong hồn cứ hiển lộng quấy phá binh lính...người Pháp không dẹp được. Cuối cùng, viên sĩ quan Pháp phải nhờ người thỉnh giáo thọ Huệ Nhơn và chư tăng ở chùa Giác Viên đến đồn cầu siêu, từ đó các vong hồn không còn quấy phá như trước nữa. Viên trưởng đồn tôn phục quá nên xin với Thống đốc Nam Kỳ phong cho sư chức hòa thượng. Vì vậy, giáo thọ Huệ Nhơn được người thời đó gọi là "Hòa thượng Tây phong".
Sau, có vợ chồng hộ trưởng Huỳnh Thoại Yến xin với nhà cầm quyền Pháp cho di dời chùa ra ở chân đồi Mai và thỉnh thiền sư Liễu Tánh hiệu Bảo Chất (1835-1893) về trụ trì...Khoảng năm 1909-1910, do nhu cầu chỉnh trang đô thị nên chùa lại phải dời vào vùng Bà Hom....
Hiện nay, nơi gò Mai vẫn là một doanh trại của quân đội, và trên gò chỉ còn một miếu thờ bên một cội mai già cỗi (ảnh).

## Thông tin thêm
- Trên bản đồ tỉnh Gia Định (1815) của Trần Văn Học, chùa này được ghi bằng một cái tên nửa chữ Hán nửa Nôm là "Cây Mai Tự".
- Trong bài "Gia Định phú", một bài phú Nôm tập trung gần như đầy đủ các tên đất ở Gia Định, được làm trước khi quân Pháp đến, chùa Cây Mai cũng được nói tới:

Thanh tao thay hình Hoà Thượng chùa Cây Mai. (câu 26)
- Trong Nam Kỳ phong tục nhơn vật diễn ca của Nguyễn Liên Phong:

Châu thành đất lịch người hào,
Gần đồn Mai tự có ao sen đầy...
- Đoạn trích trong Sài Gòn năm xưa của Vương Hồng Sển:

Theo bài Pháp văn "Souvernirs historiques" của cụ Trương Vĩnh Ký thì "chùa Cây Mai ngày xưa là ngôi chùa Chân Lạp, có ao hồ bao bọc chung quanh và dùng làm nơi đua thuyền trải những khi lễ Phật".
Vịn theo bấy nhiêu tài liệu vắn tắt nhưng hết sức quan trọng này, và nghiệm cho kỹ, ta biết vùng Cây Mai quả là một yếu điểm của người Miên xưa. Muốn đua thuyền (ghe ngo) thì nước bọc chung quanh Đồn Cây Mai chưa đủ dùng. Khúc đua phải dài trên năm ba cây số ngàn ghe ngo mới đủ sức lấy trớn thi tài. Như vậy khúc đua phải dài ra tới vùng nước Chùa Gò (Phụng Sơn Tự) hoặc xa hơn nữa thì càng đắc thế; vả lại dọc theo đường Sài Gòn-Mỹ Tho, tôi nhớ có một người Thổ nói với tôi đó là "Sre pren" (ruộng khô cạn nước). Theo tôi trước khi thành ruộng gò, có phải đây là di tích chỗ đua thuyền ghe ngo của người Chân Lạp chăng? Khảo ra đường nước Chùa Cây Mai ăn thông với con rạch trước đây gọi rạch Lò Gốm, rạch này bị lấp đi một phần khi xây cất khu Chợ Lớn mới...Khi người Pháp bắt đầu xây dựng khu đô thị Chợ Lớn thì vùng này còn rất nhiều kinh rạch, ao đầm. Vì thế, nhà cầm quyền Pháp ở Nam Kỳ đã cho triệt hạ gò Cây Mai, lấy đất để san lấp... cho nên ngày nay gần như không còn dấu tích gì của gò Cây Mai nữa. Và nơi nền chùa Cây Mai xưa, người ta đã dựng lên một cái am nhỏ. Chỉ tiếc nơi này hiện nay là một trại lính, nên dân chúng khó có thể lui tới thăm viếng, cúng bái được....
- Đồn Cây Mai vào năm 1940, Pháp dùng để giam giữ Đức kiều bị tình nghi. Trong chín năm kháng chiến, nhiều cán bộ hoạt động nội thành bị quân Pháp bắt giam trong các hầm kín ở đây. Sang thời Mỹ, nơi này trở thành trung tâm đào tạo sĩ quan tình báo...[12]
- Hiện ở chùa Phụng Sơn còn thờ một số bài vị của chư tăng ở chùa Cây Mai. Và cây mai do nhà sư Huệ Minh trồng vào năm 1909, giờ vẫn còn tươi tốt ở chùa này, có nguồn gốc từ chùa Cây Mai.
- Cảnh chùa và cây mai đã trở thành đề tài xướng họa của nhiều thi nhân. Ngoài nhóm Bạch Mai thi xã đã kể trên, còn có Trần Bích San, Nguyễn Xuân Ôn, Trịnh Hoài Đức...

## Ngộ nhận
- Trong "Sài Gòn năm xưa", Vương Hồng Sển viết:

Theo ông Trịnh Hoài Đức, chùa Cây Mai tên chữ là "Thứu Lãnh tự" và "chùa Cây Mai chữ khi gọi là Mai Sơn tự khi gọi Thứu Lĩnh tự...
Tương tự, trong "Gia Định xưa và nay", Huỳnh Minh viết: 
Bên trên là một gò đất cao, là địa điểm chùa Cây Mai, mang tên là Thiếu Lĩnh tự....
Sự thật thì chùa Cây Mai không có tên "Thứu Lãnh tự" hay "Thiếu Lĩnh tự" vì Trịnh Hoài Đức chỉ nói "giống như thế giới núi Thứu Lĩnh", tức núi Linh Thứu hay Linh Sơn ở Ấn Độ, nơi Đức Phật Thích Ca từng giảng Kinh Pháp Hoa"...
- Có người khi nghe từ mai trong những tên: chùa Cây Mai, gò Mai, thi xã Bạch Mai thường nghĩ đến mai vàng (thuộc họ Ochnaceae), mai trắng (một giống lai của mai vàng). Đây là sự trùng tên, vì loài mai ở gò Mai là mai mù u, thuộc họ Măng cụt, nên chúng rất khác nhau.